# Іньякі Пенья
Ігнасіо «Іньякі» Пенья Соторрес (ісп. Ignacio «Iñaki» Peña Sotorres; нар. 2 березня 1999) — іспанський футболіст, воротар «Барселони».

## Клубна кар'єра
Народившись в Аліканте, Валенсія, Пенья розпочав свою кар'єру в молодіжній команді «Аліканте» у 2004 році у віці лише п'яти років. У 2009 році він перейшов до «Вільярреалу», де став виділятися, особливо в 2011 році, коли був обраний найкращим воротарем турніру Арона. У 2012 році, у віці 13 років, він приєднався до «барселонської» «Ла Масії». Він був у команді, яка виграла Юнацьку лігу УЄФА 2017/18, будучи на полі в тому числі і у фіналі проти «Челсі» (3:0).
16 квітня 2018 року Пенья продовжив контракт з «Барсою» на три сезони, з можливістю пролонгації ще на два і напередодні сезону 2018/19 перспективний воротар був переведений до резервної команди, що грала в Сегунді Б. Там Пенья дебютував 6 жовтня 2018 року в домашній грі проти «Атлетіко Балеарес» (1:1).
30 жовтня 2018 року Пенья був включений до заяки першої команди на перший матч 1/16 фіналу Кубка Іспанії проти клубу «Культураль Леонеса» (1:0). У матчі Іньякі був дублером Яспера Сіллессена і на поле не вийшов. Він також кілька разів з'являвся на лавці запасних в матчах чемпіонату, коли Сіллессен або Марк-Андре Тер Штеген були травмовані.
Перед сезоном 2019/20 каталонці придбали бразильського воротаря Нету, тому Пенья став рідше з'являтись у завці першої команди, виступаючи виключно за дублерів у Сегунді Б.

## Міжнародна кар'єра
Пенья виступав за збірні Іспанії до 16, 17, до 18 та до 19 років, загалом відігравши 28 матчів. З командою до 17 років він став срібним призером чемпіонату Європи у 2016 році, будучи основним воротарем команди протягом усього турніру.
12 листопада 2020 року дебютував за молодіжну збірну Іспанії, зігравши в матчі відбору на Євро-2021 проти однолітків з Фарер (2:0).

## Статистика
| Клуб          | Ліга               | Сезон   | Чемпіонат | Чемпіонат | Кубок Іспанії | Кубок Іспанії | Європа | Європа | Інше | Інше  | Всього | Всього |
| Клуб          | Ліга               | Сезон   | Ігор      | Голів     | Ігор          | Голів         | Ігор   | Голів  | Ігор | Голів | Ігор   | Голів  |
| ------------- | ------------------ | ------- | --------- | --------- | ------------- | ------------- | ------ | ------ | ---- | ----- | ------ | ------ |
| «Барселона Б» | Сегунда Дивізіон Б | 2016–17 | 0         | 0         | -             | -             | -      | -      | -    | -     | 0      | 0      |
| «Барселона Б» | Сегунда Дивізіон   | 2017–18 | 0         | 0         | -             | -             | -      | -      | -    | -     | 0      | 0      |
| «Барселона Б» | Сегунда Дивізіон Б | 2018–19 | 20        | 0         | -             | -             | -      | -      | -    | -     | 20     | 0      |
| «Барселона Б» | Сегунда Дивізіон Б | 2019–20 | 18        | 0         | -             | -             | -      | -      | 3    | 0     | 21     | 0      |
| «Барселона Б» | Сегунда Дивізіон Б | 2020–21 | 5         | 0         | -             | -             | -      | -      | -    | -     | 5      | 0      |
| «Барселона Б» | Всього             | Всього  | 43        | 0         | -             | -             | -      | -      | 3    | 0     | 46     | 0      |
| Загалом       | Загалом            | Загалом | 43        | 0         | 0             | 0             | 0      | 0      | 3    | 0     | 46     | 0      |

## Досягнення
«Барселона»
- Переможець Юнацької ліги УЄФА (1): 2017-18[14]
- Чемпіон Іспанії (3): 2018-19[15], 2022-23, 2024-25
- Володар Кубка Іспанії (2): 2020-21, 2024-25
- Володар Суперкубка Іспанії (2): 2022, 2024

Збірні
- Віце-чемпіонату Європи до 17 років (1): 2016[16]